# I guerrieri
I guerrieri (Kelly's Heroes) è un film statunitense del 1970 diretto da Brian G. Hutton. Il film ha come interpreti principali Clint Eastwood e Telly Savalas.

## Trama
Sotto una pioggia battente, il soldato Kelly, dell'esercito americano di stanza in Europa nel 1944, rapisce un colonnello tedesco per portarlo al rifugio del suo plotone; l'ordine viene dal sergente maggiore Big Joe e l'obiettivo è di procurarsi informazioni logistiche sulla città di Nancy, allo scopo di farsi qualche giorno di vacanza e andare a donne. Kelly provvede ad interrogare il colonnello di persona, e - dopo aver trovato delle barre d'oro nella sua borsa - decide di ubriacarlo per sciogliergli la lingua. Subito dopo aver estorto all'ufficiale tedesco alcuni dettagli sul carico d'oro, che ammonta a 14'000 lingotti, il loro rifugio viene attaccato dai tedeschi con 20 Panzer; Kelly e Big Joe fuggono, ma il colonnello viene colpito da una scarica di mitragliatrice e muore.
Il giorno dopo arriva un ordine di ripiegamento, ma l'astuto Kelly, che in realtà è un ex tenente dell'esercito degradato a soldato semplice a causa di alcuni errori, forse non tutti suoi, commessi sul campo di battaglia, ha altri piani: vuole andare a prendere quell'oro, attualmente sistemato in una banca di Clermont-en-Argonne, 30 miglia oltre le linee tedesche. Kelly organizza la spedizione nei dettagli, mentre Big Joe ottiene dal capitano Maitland 3 giorni di licenza per l'intera compagnia. Kelly si reca da Mulligan, addetto ai mortai, e negozia un fuoco di sbarramento in un certo luogo ad una certa ora, dandogli dell'oro al posto dell'autorizzazione; poi si accorda con Rubamazzo, responsabile della sussistenza, e in cambio di armi, munizioni, viveri, attrezzature ed informazioni militari gli offre una fetta del bottino; nella conversazione si intromette un terzo incomodo, Testamatta, un sergente carrista che si offre di appoggiare Kelly con 3 carri armati Sherman. Dopo qualche esitazione Kelly accetta e gli dà appuntamento dietro le linee nemiche per la sera successiva. Da ultimo Kelly espone il suo piano agli altri componenti della compagnia, compreso Big Joe.
La sera stessa Mulligan assolve il suo compito puntualmente con precisione e zelo, ed il plotone attraversa una piccola città con due jeep Willys e due Half-track M3. Oltre le linee, il plotone si ferma per una pausa mentre Kelly e Big Joe discutono dei problemi che si presenteranno, compreso qualcosa che Kelly non ha ancora detto a nessuno, un piccolo particolare, anzi tre; 3 Tigre I, i carri più potenti e pericolosi delle forze tedesche. All'improvviso un aereo attacca in volo radente: i soldati si salvano ma i mezzi sono inutilizzabili, distrutti per amara coincidenza da un aereo americano. Il plotone si avvia per fare la strada a piedi.
Testamatta avanza con i suoi Sherman, distruggendo tutte le installazioni tedesche che incontra, ma - arrivati ad un ponte - esso viene distrutto da un attacco aereo alleato. I carristi devono costruire un altro ponte, e Testamatta coinvolge nell'operazione una sua conoscenza, il sergente Bellamy, che riesce a portare il materiale necessario usando i componenti della banda militare. Nel frattempo il plotone di Kelly sta attraversando un campo quando una mina antiuomo esplode, uccidendo uno dei soldati. Nel mentre una pattuglia tedesca, allertata dall'esplosione si avvicina dalla strada. Ne segue uno scontro a fuoco, dal quale gli americani escono vittoriosi, ma a caro prezzo, poiché rimangono uccisi il caporale ed un altro membro del reparto. Demoralizzati e avviliti, i superstiti riescono a raggiungere il luogo dell'incontro, dove attendono Testamatta che si presenta a tarda notte con una colonna "lunga quasi un chilometro".
La mattina successiva il generale, informato dal comandante in capo che alcuni dei suoi uomini hanno sfondato il fronte, e durante un bombardamento intercetta i messaggi dei partecipanti all'operazione; poiché non parlano apertamente dell'oro, il generale equivoca e li incita ad avanzare. Il plotone perde due carri e sale sul tank superstite per attraversare il fiume, lasciando Bellamy indietro e dirigendosi verso il loro obiettivo. Il generale, decisamente su di giri, decide di appoggiare i valorosi soldati, avviandosi al loro inseguimento a bordo della sua jeep con Maitland e la cassetta delle medaglie. Nel frattempo la piccola banda, giunta a Clermont, deve risolvere il problema dei Tiger. Dopo aver mandato in avanscoperta Cowboy e Butowski, Kelly escogita un trucco: Cowboy comincia a suonare le campane e, grazie al rumore, Butowski fa fuori le sentinelle tedesche sui tetti, permettendo allo Sherman di avvicinarsi indisturbato, mentre la fanteria si piazza in punti strategici e annienta le guardie.
A Clermont, quando Testamatta fa saltare il primo Tigre, comincia la battaglia: si scatena il caos e lo Sherman di Testamatta fa un abile uso delle strette stradine sbucando alle spalle del secondo Tigre: sfortunatamente la prima granata sparata è di vernice; mentre il cannoniere cerca freneticamente di ricaricare, il Tigre ruota la sua torretta per rispondere ma da un lato il cannone è bloccato da un muro e dall'altro da un albero. Infine un colpo dello Sherman lo immobilizza. Il terzo, benché danneggiato, torna nella piazza e resta in attesa di un attacco, ma nel frattempo lo Sherman si è danneggiato e i soldati non riescono a ripararlo. Su suggerimento di Rubamazzo, Big Joe propone a Kelly di cercare un accordo con l'equipaggio del Tigre. Kelly, Big Joe e Testamatta si incontrano con il capo carro del Panzer, un sergente che inizialmente si rifiuta di consegnare la banca in mani americane, ma - messo di fronte alla proposta di ricevere una parte del bottino - distrugge la porta della banca con una cannonata. Entrati facilmente nella banca, gli americani e il sergente tedesco trovano finalmente i lingotti d'oro. Mentre il paese scende in piazza e fa festa, i soldati caricano l'oro sui loro mezzi.
Terminato il carico, il plotone si allontana, proprio mentre il capitano Maitland arriva alla banca e trova solo una scritta sul muro con il classico graffito di Kilroy, con la scritta Up yours baby!

## Produzione

### Riprese
Il film è stato girato a Visinada, in Jugoslavia, paese a pochi chilometri dal confine italiano, vicino alla più nota e turistica Parenzo, per trovare un ambiente molto simile all'epoca della guerra; il film portò importante valuta straniera in un paese che ancora risultava economicamente abbastanza arretrato.